# Davor Romić
Davor Romić (ur. 4 stycznia 1958 w Metkoviciu) – chorwacki agronom i nauczyciel akademicki, profesor, w 2016 minister rolnictwa.

## Życiorys
W 1982 ukończył studia na wydziale nauk rolniczych na Uniwersytecie w Zagrzebiu. Magisterium (1991) i doktorat (1994) uzyskiwał na tej samej uczelni. Kształcił się także na uczelniach w Bari i Hajfie oraz na Utah State University. Specjalizował się w zagadnieniach z zakresu melioracji, w szczególności zaś irygacji. Zawodowo związany z macierzystym wydziałem, w 2003 objął stanowisko profesora, pełną profesurę uzyskał w 2009. Był prodziekanem wydziału nauk rolniczych (1999–2001), kierownikiem instytutu melioracji (2001–2006) i dziekanem wydziału nauk rolniczych (2006–2012). Wchodził w skład kolegium rektorskiego i senatu Uniwersytetu w Zagrzebiu.
W styczniu 2016 z rekomendacji ugrupowania Most Niezależnych List objął urząd ministra ochrony rolnictwa w rządzie Tihomira Oreškovicia. Zakończył urzędowanie wraz z całym gabinetem w październiku 2016, obejmując następnie czasowo mandat posła do Zgromadzenia Chorwackiego.